# Einar Karlsson
Einar Karlsson (Estocolmo, Suecia, 1 de septiembre de 1908-17 de febrero de 1980) fue un deportista sueco especialista en lucha libre olímpica donde llegó a ser medallista de bronce olímpico en Los Ángeles 1932.

## Carrera deportiva
En los Juegos Olímpicos de 1932 celebrados en Los Ángeles ganó la medalla de bronce en lucha libre olímpica estilo peso pluma, tras el finlandés Hermanni Pihlajamäki (oro) y el estadounidense Edgar Nemir (plata).